# Polskie Stronnictwo Ludowe
Die Polskie Stronnictwo Ludowe (kurz PSL), deutsch „Polnische Volkspartei“ oder „Polnische Bauernpartei“, ist eine politische Partei in Polen, die sich als Interessenvertretung der Bauernschaft versteht. Ihre gesellschaftspolitische Ausrichtung ist gemäßigt konservativ, ihre Wirtschafts- und Sozialpolitik dagegen christlich-sozial oder sozialdemokratisch. Der europäischen Einigung steht sie ambivalent, aber eher positiv gegenüber. Neben der liberalkonservativen Bürgerplattform (PO) ist sie die zweite Mitgliedspartei der Europäischen Volkspartei (EVP) in Polen. Sie ist die einzige Partei in Polen, die seit dem Ende der kommunistischen Herrschaft ununterbrochen im Sejm vertreten ist.

## Geschichte bis 1990
Die heutige PSL basiert auf dem 1893 entstandenen Związek Stronnictwa Chłopskiego („Bund der Bauernpartei“), der sich 1895 in Rzeszów zur Stronnictwo Ludowe weiterentwickelte und ab 1903 Polskie Stronnictwo Ludowe heißt. Da das Bauerntum zur damaligen Zeit noch die größte Bevölkerungsgruppe war, erlangte die Partei schnell große Bedeutung. Innerhalb der Partei gab es jedoch gegensätzliche Flügel, die ab 1914 als separate Parteien auftraten. Die PSL-Piast vertrat eine eher konservative Richtung, stand dem katholischen Klerus und dem mittleren Bauerntum nahe und war vor allem im damals noch österreichischen Galizien stark. Sie befürwortete eine vorsichtige Bodenreform. Der linke Flügel dagegen organisierte sich in der PSL-Lewica. Ein weiterer, radikaler Flügel bildete die PSL-Wyzwolenie („Befreiung“), die vorwiegend im russischen Teil Polens aktiv war. Die PSL-Piast wurde von Wincenty Witos geführt, der nach dem Ersten Weltkrieg und der Erlangung der Unabhängigkeit Polens bis zur Machtübernahme Józef Piłsudski 1926 mehrmals Ministerpräsident war.
Im September 1944 wurde die PSL im weitgehend befreiten und von der kommunistischen Partei PPR sowie sowjetischem Militär und Geheimdiensten kontrollierte Polen erneut gegründet. Diese Neugründung stand in Konkurrenz zu der im Untergrund als SL-Roch und im Exil als Unterstützerin der Polnischen Exilregierung weiterhin bestehenden Vorkriegspartei. In ihr wirkten als Funktionäre politisch weit links stehende Bauernvertreter, die sich bereits zuvor von der alten PSL entfernt und den Kommunisten angenähert hatten. Die PPR und die Vertreter der Sowjetunion zielten mit der Parteizulassung darauf, den Anschein einer pluralistischen Demokratie zu erwecken und PSL-Mitglieder von der Unterstützung der Untergrundpartei und der Exilregierung abzuziehen. Die Mitgliederzahl der „neuen“ PSL, später als SL bezeichnet, nahm rasch zu. Mitte 1945 betrug sie rund 150.000, Ende 1945 erreichte sie 600.000.
Ende 1944 erfolgte eine weitere Neugründung der Bauernpartei unter dem vormaligen Ministerpräsident der Exilregierung, Stanisław Mikołajczyk, die schnell eine größere Popularität als die „kommunistische“ Bauernpartei erlangte. Dieser Partei schloss sich die Mehrheit der Mitglieder der SL-Roch und der bewaffneten Bauernbataillone an, die dazu den Untergrund verließen. Auch aus den Reihen der „kommunistischen“ Bauernpartei wechselten zahlreiche Mitglieder oder ganze regionale Verbände zur neuen Partei. Dennoch ließen die kommunistischen Machthaber die kleinere Bauernpartei unter ihrem Einfluss weiter bestehen. In der unmittelbaren Nachkriegszeit avancierte die PSL zur größten Partei des Landes, im Mai 1946 hatte sie 800.000 Mitglieder. Viele vormalige Kämpfer der Polnischen Heimatarmee (Armia Krajowa) schlossen sich ihr an, auch solche aus dem städtischen Bürgertum, die keinen Bezug zur Bauernbewegung und zur Vorkriegs-PSL hatten, wie z. B. der junge Władysław Bartoszewski.
In den unmittelbaren Nachkriegsjahren setzte sich die PSL als größte verbleibende oppositionelle Gruppe für eine pluralistische Demokratie ein. Ihr wirtschaftspolitisches Programm umfasste die Verstaatlichung von Schlüsselindustrien, eine Bodenreform und ein größeres Gewicht für genossenschaftliche Zusammenschlüsse vor. Die PPR und die von ihr dominierte Verwaltung und Regierung reagierten mit Repressionen. Diese richteten sich vor allem gegen die Parteipresse der PSL. Zudem wurden die Sitze der PSL im Landesnationalrat auf 12,8 Prozent, in den Räten der Woiwodschaften auf 10 bis 15 Prozent und in den Gemeinderäten auf 25 bis 30 Prozent beschränkt. PSL-Aktivisten wurden geheimdienstlich überwacht. Bis März 1946 wurden rund 50 von ihnen ermordet. Hinzu kamen interne Flügelkämpfe, das gefälschte „Volksreferendum“ von 1946 und die ebenfalls gefälschten Wahlen von 1947. Mit 6,5 Prozent der Parlamentssitze und als einzige nicht von den Kommunisten kontrollierte Partei bemühte sich die PSL um echte Oppositionsarbeit. Sowohl innerhalb des Parlaments als auch auf lokaler Ebene wurden die Parteimitglieder zum Teil gewaltsam angegriffen. Schließlich zerfiel die PSL in zwei Gruppen, deren eine die Absetzung Mikołajczyks betrieb. Dies fügte sich in die Zerschlagung ähnlich gelagerter Bauernparteien in den sowjetisch dominierten Staaten Osteuropas in diesem Zeitraum ein. Dabei wurden mehrere Parteiführer vor Gericht gestellt und einige hingerichtet. Mikołajczyk gelang am 21. Oktober 1947 mit Hilfe der US-Botschaft die Flucht aus Polen ins Exil zunächst nach London und dann in die USA. Die verbleibende Bauernpartei ordnete sich den Kommunisten unter. Zahlreiche Mitglieder des Mikołajczyk-Flügels wurden ausgeschlossen oder verließen die Partei freiwillig. Von 1947 bis 1948 ging die Mitgliederzahl von 90.000 auf 30.000 zurück. Die kommunistisch kontrollierte SL war von 1947 an mit 24 Prozent der Sitze im Parlament vertreten, entfaltete aber keine eigenständigen parlamentarischen Aktivitäten.
1949 wurden PSL und SL zur Vereinigten Volkspartei (Zjednoczone Stronnictwo Ludowe, ZSL) als Satellitenpartei der Kommunisten zusammengeschlossen. Diese wirkte in der Nationalen Einheitsfront mit (vergleichbar dem „Demokratischen Block“ in der DDR). Ihre Aufgabe war die Einbindung der mittelständischen, privat wirtschaftenden Bauern in die Volksrepublik. Diese sollten zugleich aber zum Eintritt in landwirtschaftliche Produktionsgenossenschaften bewegt werden. Die ZSL hatte 1950 rund 260.000 Mitglieder.
Nach den Wahlen im Juni 1989 sagte sich die ZSL von den Kommunisten los und ging eine Koalition mit der oppositionellen Solidarność-Bewegung ein. Anschließend benannte sie sich wieder in PSL um. Deshalb konnte sie auch, anders als die Polnische Vereinigte Arbeiterpartei (PZPR), ihre Parteistruktur und ihr Parteivermögen behalten, sodass sie die mitglieder- und finanzstärkste Partei der Nachwendezeit wurde.

## Geschichte seit 1990 und Regierungsbeteiligungen
Bei der ersten Nachwendewahl 1991 kam die PSL auf 8,7 % der Stimmen und 48 der 460 Sejm-Sitze. Damit war sie viertstärkste Kraft. Dabei gab es noch eine Konkurrenz im bäuerlichen Lager, die Porozumienie Ludowe (PL, „Bauernallianz“), die auf 5,5 % und 28 Sitze kam und sich in ihrer Tradition ebenfalls auf die PSL der Zwischenkriegszeit berief. In einer Ad-hoc-Koalition verschiedener Parteien wurde der PSL-Vorsitzende Waldemar Pawlak 1992 kurzzeitig Ministerpräsident Polens. Er scheiterte jedoch bei der Regierungsbildung und wurde nach nur einem Monat wieder abgelöst.
Bei den Wahlen von 1993 konnte die PSL deutlich zulegen: Sie wurde mit 15,4 % der Stimmen und 132 Sitzen zweitstärkste Kraft. Die PSL-PL fiel dagegen zurück und scheiterte klar an der Fünf-Prozent-Hürde. Anschließend ging die Volkspartei eine Koalition mit dem Bund der Demokratischen Linken (SLD), der inzwischen sozialdemokratisch ausgerichteten Nachfolgeorganisation der ehemaligen kommunistischen Staatspartei, ein. Die größere SLD überließ der PSL als Juniorpartner von 1993 bis März 1995 das Amt des Regierungschefs, um nicht mit einer unmittelbaren Rückkehr an die Macht größere Widerstände zu provozieren. Danach waren bis 1997 Politiker der PSL (Roman Jagieliński, Aleksander Łuczak, Mirosław Pietrewicz und Jarosław Kalinowski) stellvertretende Ministerpräsidenten in den von der PSL und der SLD unterstützten Kabinetten Oleksy und Cimoszewicz. Zudem stellte sie zeitweise die Präsidenten der beiden Parlamentskammern: mit Adam Struzik 1993–1997 den Senatsmarschall und mit Józef Zych 1995–1997 den Sejmmarschall. In dieser Periode musste die PSL gerade in der Agrarpolitik deutliche Zugeständnisse gegenüber der SLD machen. Dieses starke Abweichen von den Versprechen der PSL führte zu großer Enttäuschung bei ihren Wählern. Außerdem kam es zu innerparteilichen Richtungskämpfen zwischen Verfechtern der Subventionspolitik und Befürwortern einer stärker reformorientierten Herangehensweise. Zugleich formierte sich die Konkurrenz: Die Abspaltungen PSL-PL und Christliche Volkspartei (Stronnictwo Ludowo-Chrześcijańskie, SLCh) schlossen sich mit einer Reihe weiterer Kleinparteien zur Konservativen Bauernunion (Stronnictwo Konserwatywno-Ludowe, SKL) zusammen, die als Teil der Wahlaktion Solidarność (AWS) zu den Wahlen 1997 antrat. Die PSL brach dabei dramatisch ein. Ihr Stimmenanteil ging um mehr als die Hälfte auf 7,3 % zurück und sie verlor über 100 Sitze im Sejm. Anschließend wurde Pawlak als Parteivorsitzender durch Jarosław Kalinowski abgelöst und die PSL ging in die Opposition.
Ende der 1990er-Jahre und um die Jahrtausendwende stand die PSL als politische Interessenvertretung der Landwirte in Konkurrenz zur radikal-populistischen und europaskeptischen Partei Samoobrona. Anders als diese beteiligte sich die PSL nicht an Bauernprotesten gegen die Agrarpolitik der konservativen Regierung von Jerzy Buzek. In einer Umfrage gaben 1999 nur 9 % der Bauern an, dass die PSL ihre Interessen vertrete, 27 % sagten das dagegen von der Samoobrona. Seit 2007 ist die Samoobrona allerdings nicht mehr im Parlament vertreten und verschwand spätestens nach dem Tod ihres Führers Andrzej Lepper in der Bedeutungslosigkeit.
Bei den Parlamentswahlen 2001 stabilisierte sich die PSL bei 9 % und 42 Sitzen. Damit lag sie allerdings deutlich hinter der neuen Konkurrenz von der Samoobrona, die stark hinzu gewinnen konnte. Sie trat erneut in eine Regierungskoalition mit der SLD ein. Ihr Vorsitzender, Jarosław Kalinowski, war erneut Landwirtschaftsminister und stellvertretender Premierminister. 2003 trat die Partei aufgrund inhaltlicher Differenzen mit der SLD aus der Regierung aus. Dem EU-Beitritt Polens stand die PSL zunächst unentschlossen gegenüber. Sie schloss sich dann aber der pro-europäischen EVP-Fraktion im Europäischen Parlament an.
Bei den Neuwahlen 2005 musste die PSL wieder Verluste einstecken und fiel auf 7 % und 25 Sitze zurück. Anschließend ging sie eine Vier-Parteien-Koalition mit der nationalkonservativen Partei Recht und Gerechtigkeit der Brüder Jarosław und Lech Kaczyński, der populistischen Samoobrona und der rechtsnationalistischen und katholisch-klerikalen Liga Polnischer Familien ein. Ende 2005 traten drei der vier Europaabgeordneten der PSL aus der EVP-Fraktion zur europaskeptischen Fraktion Union für das Europa der Nationen (der auch die EU-Parlamentarier der drei anderen Regierungsparteien angehörten) über. Das war jedoch nicht mit der Parteispitze abgesprochen und führte zum Ausschluss der drei Mandatsträger. Diese gründeten dann die PSL-Piast wieder, womit sie an die Partei Wincenty Witos' aus der Zwischenkriegszeit anknüpften.
Die Regierung Kaczyński zerbrach nur zwei Jahre nach der Wahl. Bei den vorgezogenen Wahlen schaffte die PSL den Wiedereinzug in den Sejm als viertstärkste Kraft mit 8,91 % der Stimmen. Sie bildete zusammen mit der liberal-konservativen PO die Regierung Polens unter Premierminister Donald Tusk. Sie stellte zudem (2007 bis 2012 mit dem wiedermaligen Parteivorsitzenden Waldemar Pawlak und ab 2012 mit dem damaligen Vorsitzenden Janusz Piechociński) den stellvertretenden Ministerpräsidenten und Wirtschaftsminister.
Bei den Parlamentswahlen in Polen 2011 erreichte die PSL 8,36 % der Wählerstimmen und ist als viertstärkste Kraft mit 28 Abgeordneten im Sejm sowie mit zwei Abgeordneten im Senat vertreten. Sie setzte die Koalition mit der PO unter Ministerpräsident Tusk fort.
Bei den Parlamentswahlen 2015 konnte sie mit 5,13 % knapp den Wiedereinzug sichern. Aufgrund des schlechten Ergebnisses und weil er selbst kein Mandat erlangen konnte, trat Vorsitzender Piechociński zurück. Neuer Parteichef wurde sein jüngerer Vize Władysław Kosiniak-Kamysz.
Aus dem vor der Parlamentswahl 2023 gebildeten Bündnis mit Polska 2025 (Trzecia Droga - Dritter Weg) trat die PSL im Juni 2025 aus.

## Struktur
Die PSL war auch im Jahr 2011 noch mit 130.000 Mitgliedern die mit Abstand mitgliederstärkste Partei Polens. Ihre Hochburgen sind im ländlich geprägten Südosten des Landes. Sie hat von ihrer Vorgängerpartei, der ZSL, eine hierarchisch und formalistisch geprägte Struktur übernommen. Die innerparteiliche Macht ist in der Parteiführung konzentriert, die Organe der Mitgliedervertretung haben dagegen nur sehr begrenzte Einflussmöglichkeiten. Es herrscht eine hohe Parteidisziplin. Entscheidungen der Parteispitze werden in der Regel ohne nennenswerten Widerstand durchgesetzt.
Aufgrund ihrer Bereitschaft mit den verschiedensten Parteien zu koalieren und ihrer daraus resultierenden fast ununterbrochenen Regierungsbeteiligung wird der PSL eine „Postenjäger“-Attitüde nachgesagt. Die Partei ist außerdem gut mit Verbänden und Organisationen der Selbstverwaltung auf dem Land vernetzt. So ist der ehemalige PSL-Vorsitzende Waldemar Pawlak beispielsweise Präsident des nationalen Verbands der Freiwilligen Feuerwehren. In den ländlichen Teilen Mittel- und Ostpolens stellt sie viele Bürgermeister und Gemeinderatsvorsitzende.
Die Organisationsstruktur der Partei orientiert sich an der des Staats. Die kleinste Einheit heißt koło („Zirkel“) und umfasst mindestens fünf Mitglieder aus einem Dorf, einer Gemeinde, einer Stadt oder einem Stadtteil. Bestehen in einem Landkreis mindestens drei dieser lokalen Verbände, so wird ein Kreisverband gebildet. Darüber stehen die 16 Wojewodschafts-Organisationen. Oberstes Organ der Partei ist der Parteikongress, der allerdings nur aller vier Jahre einberufen wird.

## Ausrichtung
Die Volkspartei versteht sich in erster Linie als Interessenvertretung der Bauernschaft. Darüber hinaus hat sie keine klar definierte Ideologie und kann nur schwer einer bestimmten politischen Richtung zugeordnet werden. Sie selbst beschreibt ihre Weltanschauung als „agrarisch“ und verortet sich in der Mitte des politischen Spektrums. Ihre arbeits- und sozialpolitischen Positionen weisen Bezüge sowohl zur katholischen Soziallehre als auch zu sozialdemokratischen Traditionen auf. In der Wirtschaftspolitik tritt sie für ein regulierendes Eingreifen des Staats ein. Sie möchte kleine und mittlere Unternehmen fördern, bei denen sich nach Vorstellung der Partei die Interessen der Unternehmer auf korporatistische Weise mit denen der Beschäftigten und des Staats in Ausgleich bringen lassen. Sie befürwortet einen weitgehenden Sozialstaat und eine arbeitnehmerfreundliche Arbeitspolitik.
Insbesondere in der Agrarpolitik verteidigt die PSL bestehende Strukturen und steht einem tiefgreifenden Wandel skeptisch gegenüber.

## Parteivorsitzende seit 1990
- 1990–1991: Roman Bartoszcze
- 1991–1997: Waldemar Pawlak
- 1997–2004: Jarosław Kalinowski
- 2004–2005: Janusz Wojciechowski
- 2005–2012: Waldemar Pawlak
- 2012–2015: Janusz Piechociński
- seit 2015: Władysław Kosiniak-Kamysz

## Wahlergebnisse

| Jahr | Sejm        | Sejm         | Sejm    | Sejm    | Sejm    | Senat   | Senat   |
| Jahr | Stimmen     | Stimmen      | Stimmen | Mandate | Mandate | Mandate | Mandate |
| Jahr | Anzahl      | %            | ±       | Anzahl  | ±       | Anzahl  | ±       |
| ---- | ----------- | ------------ | ------- | ------- | ------- | ------- | ------- |
| 1991 | 972.952     | 8,70 (5.)    | —       | 48/460  | —       | 8/100   | —       |
| 1993 | 2.124.367   | 15,40 (2.)   | ▲ 6,70  | 132/460 | ▲ 84    | 36/100  | ▲ 28    |
| 1997 | 956.184     | 7,31 (4.)    | ▼ 8,09  | 27/460  | ▼ 105   | 3/100   | ▼ 33    |
| 2001 | 1.168.659   | 8,98 (5.)    | ▲ 1,67  | 42/460  | ▲ 15    | 4/100   | ▲ 1     |
| 2005 | 821.656     | 6,96 (6.)    | ▼ 2,02  | 25/460  | ▼ 17    | 2/100   | ▼ 2     |
| 2007 | 1.437.638   | 8,91 (4.)    | ▲ 1,95  | 31/460  | ▲ 6     | 0/100   | ▼ 2     |
| 2011 | 1.201.628   | 8,36 (4.)    | ▼ 0,55  | 28/460  | ▼ 3     | 2/100   | ▲ 2     |
| 2015 | 779.875     | 5,13 (6.)    | ▼ 3,23  | 16/460  | ▼ 12    | 1/100   | ▼ 1     |
| 2019 | 1.578.523 a | 8,55 (4.) a  | —       | 19/460  | ▲ 3     | 2/100   | ▲ 1     |
| 2023 | 3.110.670 b | 14,40 (3.) b | —       | 28/460  | ▲ 9     | 4/100   | ▲ 2     |

| Jahr | Kandidat                  | Wahlgang I | Wahlgang I | Anmerkung                             |
| Jahr | Kandidat                  | Stimmen    | %          | Anmerkung                             |
| ---- | ------------------------- | ---------- | ---------- | ------------------------------------- |
| 1990 | Roman Bartoszcze          | 1.176.175  | 7,21 (5.)  | II. Wahlgang verfehlt                 |
| 1995 | Waldemar Pawlak           | 770.419    | 4,31 (5.)  | II. Wahlgang verfehlt                 |
| 2000 | Jarosław Kalinowski       | 1.047.949  | 5,95 (4.)  | Gegen Aleksander Kwaśniewski verloren |
| 2005 | Jarosław Kalinowski       | 269.316    | 1,80 (5.)  | II. Wahlgang verfehlt                 |
| 2010 | Waldemar Pawlak           | 294.273    | 1,75 (5.)  | II. Wahlgang verfehlt                 |
| 2015 | Adam Jarubas              | 238.761    | 1,60 (6.)  | II. Wahlgang verfehlt                 |
| 2020 | Władysław Kosiniak-Kamysz | 459.365    | 2,36 (5.)  | II. Wahlgang verfehlt                 |

| Jahr | Sejmiks | Sejmiks | Sejmiks | Sejmiks | Powiats | Powiats | Powiats | Powiats | Gminas  | Gminas  | Stadtpräsidenten, Bürgermeister, Gemeindevorsteher | Stadtpräsidenten, Bürgermeister, Gemeindevorsteher |
| Jahr | Stimmen | Stimmen | Mandate | Mandate | Stimmen | Stimmen | Mandate | Mandate | Mandate | Mandate | Mandate                                            |                                                    |
| Jahr | %       | ±       | Anzahl  | ±       | %       | ±       | Anzahl  | ±       | Anzahl  | ±       | Anzahl                                             |                                                    |
| ---- | ------- | ------- | ------- | ------- | ------- | ------- | ------- | ------- | ------- | ------- | -------------------------------------------------- | -------------------------------------------------- |
| 2002 | 10,81   | —       | 58/561  | —       | ?       | —       | 851     | —       | 4077    | —       | ?                                                  |                                                    |
| 2006 | 13,24   | ▲ 2,43  | 83/561  | ▲ 25    | 13,80   | ?       | 867     | ▲ 16    | 3890    | ▼ 187   | 253                                                |                                                    |
| 2010 | 16,30   | ▲ 3,06  | 93/561  | ▲ 10    | 15,88   | ▲ 2,08  | 999     | ▲ 132   | 4381    | ▲ 491   | ?                                                  |                                                    |
| 2014 | 23,88   | ▲ 7,58  | 157/555 | ▲ 64    | 21,42   | ▲ 5,54  | 1702    | ▲ 703   | 4371    | ▼ 10    | 258                                                |                                                    |
| 2018 | 12,07   | ▼ 11,81 | 70/552  | ▼ 87    | 14,22   | ▼ 7,20  | 952     | ▼ 750   | 3077    | ▼ 1294  | 173                                                |                                                    |

| Jahr | Stimmen     | Stimmen      | Stimmen | Mandate | Mandate |
| Jahr | Anzahl      | %            | ±       | Anzahl  | ±       |
| ---- | ----------- | ------------ | ------- | ------- | ------- |
| 2004 | 386.340     | 6,34 (7.)    | —       | 4/54    | —       |
| 2009 | 516.146     | 7,01 (4.)    | ▲ 0,67  | 3/50    | ▼ 1     |
| 2014 | 480.846     | 6,80 (4.)    | ▼ 0,31  | 4/51    | ▲ 1     |
| 2019 | 5.249.935 c | 38.47 (1.) c | —       | 3/51    | ▼ 1     |